# 羅倫·拉菲帝
羅倫·拉菲帝 （法語：Laurent Lafitte，1973年8月22日—）是法國演員。擔任第69屆坎城影展開閉式的主持人。

## 作品
| 年分   | 電影             | 導演          | 備註     |
| ------ | ---------------- | ------------- | -------- |
| 2012年 | 《鳥歌》         | 菲力普·馬丁   | 電視影集 |
| 2013年 | 《極速TURBO》    | 大衛·蘇倫     | 法文版   |
| 2015年 | 《小王子》       | 馬克·奧斯朋   | 法文版   |
| 2016年 | 《她的危險遊戲》 | 保罗·费尔胡芬 |          |

## 榮譽
- 2013年藝術與文學勳章[3]

## 外部連結
- 羅倫·拉菲帝在互联网电影资料库（IMDb）上的資料（英文）